# Stamnos

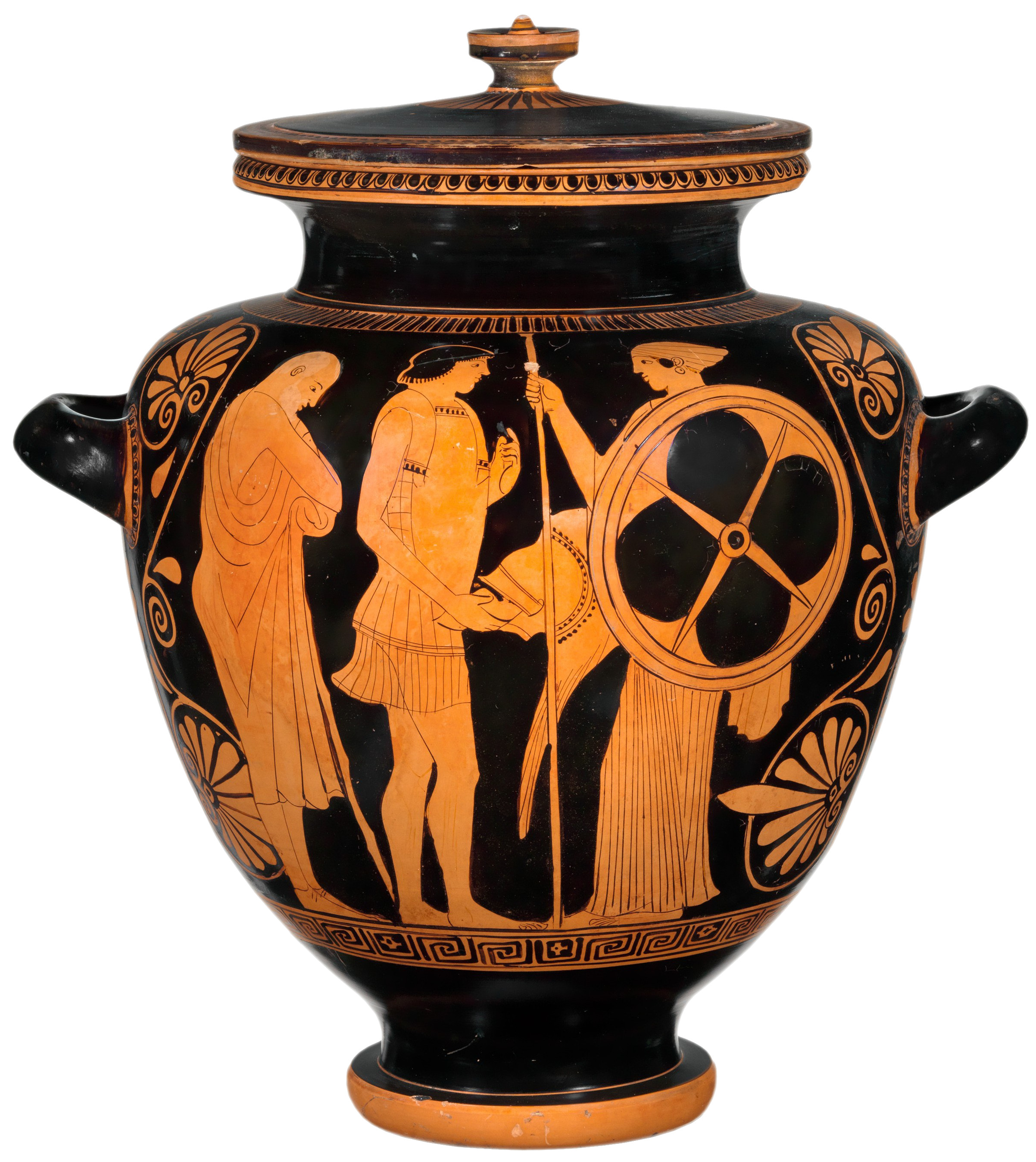
Attycki czerwonofigurowy stamnos z pokrywką (470-460 p.n.e.)

Stamnos (stgr. στάμνος, lm stamnoi) – pękate, amforowate naczynie zasobowe o krótkiej szyi, szerokim wylewie i dwóch poziomych imadłach przy korpusie w górnej części brzuśca. 
Służyło głównie do przechowywania wina, oliwy i przypuszczalnie innych płynów, lecz zapewne też do ich mieszania. Powstało w okresie archaicznym prawdopodobnie w Lakonii lub w Etrurii. W Atenach pojawiło się ok. 530 p.n.e. i w znacznej części było wytwarzane na eksport. 
Jako jedyne naczynie do wina stamnos często wyposażano w nakrycie (pokrywkę). Podobnie jak kantaros, odgrywał rolę w kulcie Dionizosa, ponieważ sceny malarstwa wazowego wskazują, iż korzystano z niego w obrzędach dionizyjskich. Z kontekstu przedstawień wynika, że przypuszczalnie mógł służyć jako naczynie (stągiew) na wino nierozcieńczone.
W innym znaczeniu terminu tego używano dla określenia służącego do obmywania zbiornika w rodzaju współczesnej umywalki. Odnoszono go do krągłej, dużej i głębokiej misy osadzonej na rozszerzonym u dołu słupku zakończonym głowicą jońską. W scenach ceramiki czerwonofigurowej często ukazywano ją w scenach obmywania w łazience domowej albo w palestrze. Czasem wyrabiana była z terakoty, najczęściej jednak wyciosywana z bloku kamienia. Napełniano ją ręcznie wodą przynoszoną w hydrii, a zimą podgrzewaną wcześniej w miednicy. 